# Cyprina islandzka
Cyprina islandzka (Arctica islandica) – gatunek głębinowego małża z rodziny Arcticidae. Jest szeroko rozprzestrzeniony w Północnym Atlantyku i morzach przylegających. W Bałtyku występuje na mulistym dnie w głębszych częściach Basenu Arkońskiego, gdzie osiąga długość do 50 mm. W większych akwenach spotykane są osobniki o długości do 12 cm. Muszla o ogólnym zarysie zbliżonym do kolistego, masywna, ciężka, rozdęta z grubą, brunatną, połyskującą warstwą koncholinową. Powierzchnia zamka szeroka z trzema dużymi, listewkowatymi ząbkami na każdej połówce muszli oraz długim, ciemnobrunatnym wiązadełkiem, rozciągającym się od samego wierzchołka muszli do połowy odległości dzielącej go od tylnego końca (tj. wybiegającej znacznie poza wklęśnięcie grzbietowe). Gatunek jadalny, poławiany na skalę handlową.
Cyprina islandzka jest znana jako najbardziej długowieczne zwierzę niekolonijne. Osobniki cypriny dożywają kilkuset lat i nie stwierdzono, aby następował u nich proces starzenia się. Dlatego podawane są jako przykład organizmu o zaniedbywalnym starzeniu się. Jeszcze w 2010 roku uważano, że najstarszy osobnik z tego gatunku żył 374 lata. Wyłowiony w 2006 małż należący do tego gatunku, a nazwany Mingiem, żył 507 lat i był najdłużej żyjącym znanym zwierzęciem.